# Inkjetprinter

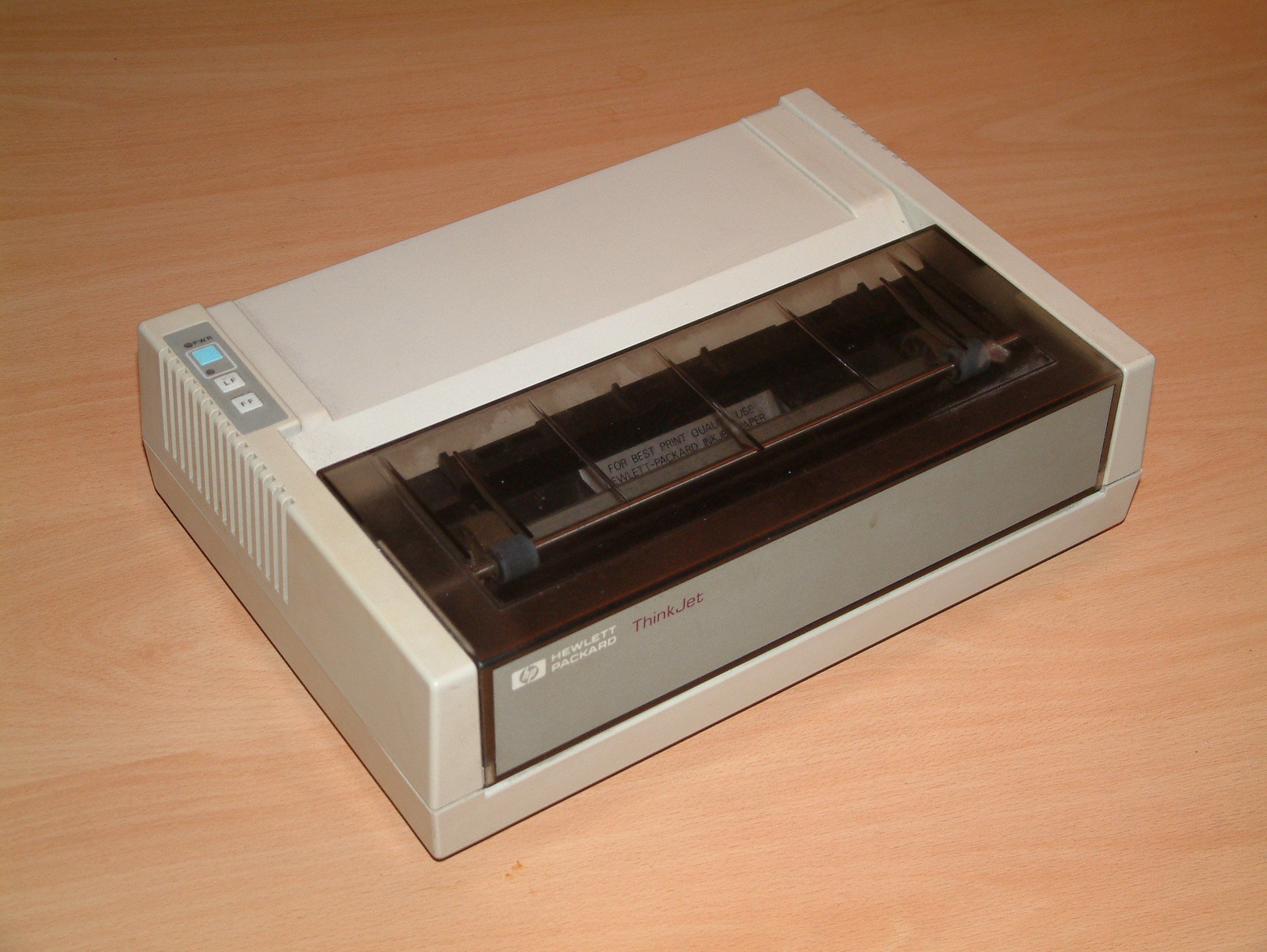
De eerste inkjetprinter voor thuis: de HP ThinkJet uit 1984

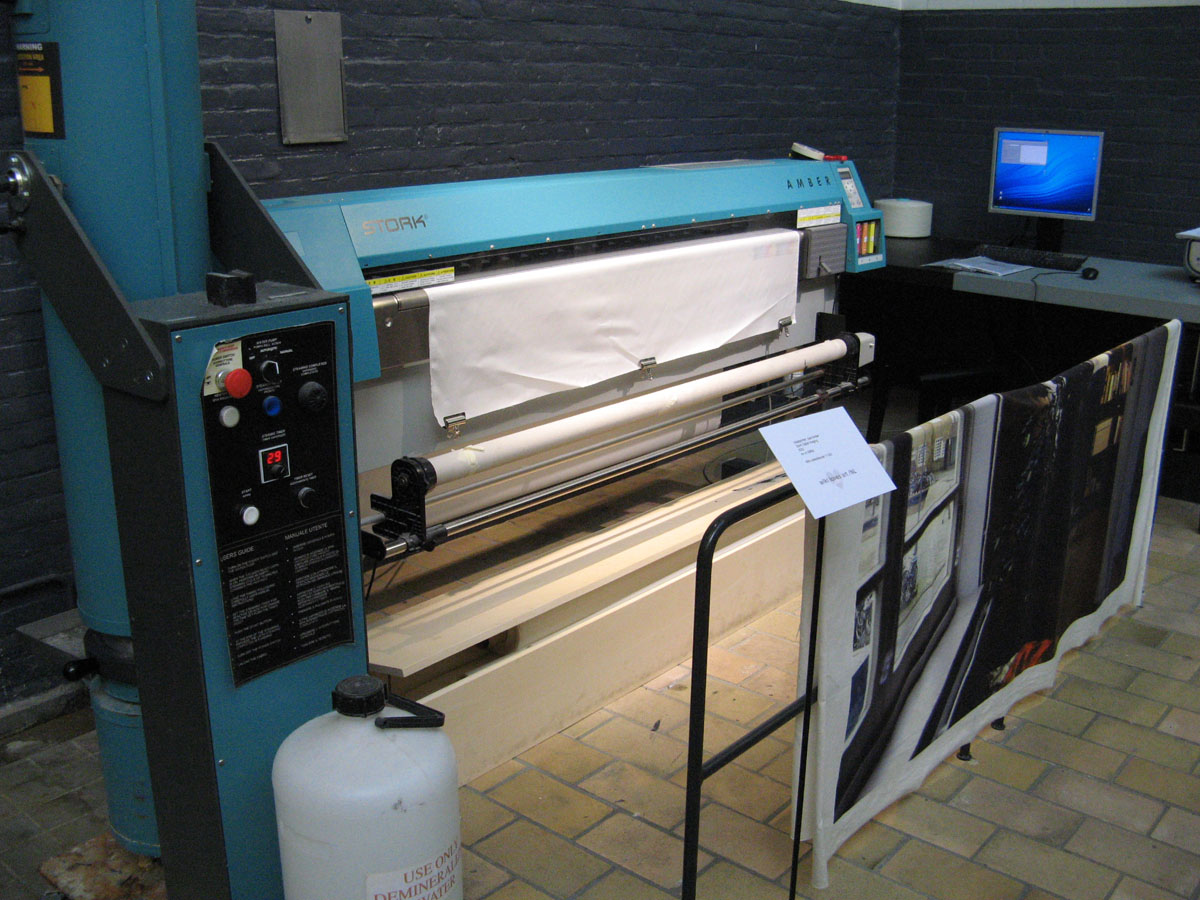
Inkjetprinter, Stork Digital Imaging

Een inkjetprinter is een printer die vloeibare inkt gebruikt, die op papier 'gesproeid' wordt. Ook wel inktstraalprinter genoemd. In feite worden er druppeltjes inkt op het papier gespoten. Er zijn zwart-wit en kleuren inkjetprinters. De allereerste inkjetprinter dateert van april 1971.
De eerste inkjetprinter voor de consumentenmarkt werd in 1984 geïntroduceerd door Hewlett Packard: de ThinkJet. Aan de basis lag de ontdekking van een researcher, die dunne-filmtechnologie voor IC's onderzocht en opmerkte dat als hij een spanning op het materiaal zette, het materiaal oververhit raakte en druppels die eronder lagen flink uitzetten. 

## Voor- en nadelen
Het voordeel van de inkjettechnologie is dat de printers goedkoop gemaakt kunnen worden en fraaie resultaten kunnen laten zien. 
Vele leveranciers verkopen de printer goedkoop en verdienen aan de dure inktpatronen.
Een nadeel van de technologie is dat de inkt in de printerkop kan indrogen als de printer weken niet gebruikt wordt. Tot op zeker hoogte kan de printer dit zelf verhelpen, door de kop te "reinigen"; een proces dat doorgaans extra inkt kost. Sommige fabrikanten leveren inkt tezamen met een printkop als wegwerpelement, een cartidge; dan kost een ingedroogde kop hoogstens een nieuwe cartridge. Bij printers met aparte printkoppen is het vervangen soms niet, soms alleen tegen hogere kosten mogelijk.

## Indeling naar technologie
Inkjetprinters kunnen worden ingedeeld in twee soorten technologieën: drop on demand (DOD) en continuous inkjet (CIJ), soms ook continuous flow inkjet (CFIJ) genoemd.

### Drop on demand technologie
Drop on demand inkjetprinters kunnen vervolgens worden ingedeeld in twee verschillende soorten technologieën: piëzo-inkjet en thermische inkjet.

#### Piëzo-inkjetprinters
Bij piëzo-inkjetprinters bevindt zich achter ieder kanaal van de printkop een piëzo-elektrisch element. Door op dit element een elektrische puls te zetten, verandert dit element van vorm. Door deze snelle vormverandering wordt een schokgolf opgewekt in het bijbehorende inktkanaal. De schokgolf zorgt ervoor dat één of meer druppeltjes inkt uit het kanaal worden geschoten. De Japanse firma Epson is de enige die dit soort inkjetprinters op de markt brengt voor kantoor- en thuistoepassingen. Epson bezit ook alle belangrijke octrooien voor deze technologie. Een nadeel van deze techniek is dat deze printers vaste printkoppen hebben, welke slechts tegen behoorlijke kosten vervangen kunnen worden. Goed omgaan met deze printer, zoals regelmatig printen, is belangrijk.

#### Thermische inkjetprinters
Bij thermische inkjetprinters bevindt zich in ieder inktkanaal een klein verwarmingselementje. Door hierop een elektrische puls te zetten, vormt zich lokaal een dampbelletje in de inkt, dat na uitzetten van de puls weer implodeert. Door deze implosie wordt in de inkt een schokgolf opgewekt. De schokgolf zorgt weer voor het wegschieten van een druppeltje inkt. Thermische inktjetprinters worden aangeboden door verschillende fabrikanten. De voornaamste zijn Hewlett-Packard, Canon en Lexmark. De fabrikant Canon spreekt van 'Bubblejet printers'.
Een nadeel van dit type printers is dat de spuitmondjes verstopt kunnen raken.

### Continuous inkjet
Bij deze technologie wordt er een continue straal inkt door een heel klein gat gespoten. Deze straal wordt met behulp van een elektrisch signaal in trilling gebracht waardoor deze wordt opgebroken in druppels. Die druppels worden vervolgens selectief geladen. Hierna komen die druppels door een elektrostatisch veld, waarin ze dan afhankelijk van hun lading worden afgebogen. Hierdoor zullen de gewenste druppels op het te bedrukken materiaal komen, terwijl de andere druppels worden opgevangen als afval of terug worden gevoerd naar de voorraad inkt.

## Indeling naar type inkt
Inkjetprinters kunnen ook opgedeeld worden naar het type inkt dat gebruikt wordt.
- Inkten gebaseerd op water. Deze komen het meest voor, en zijn niet of weinig schadelijk voor mens en natuur. Bijna alle inkjetprinters voor kantoor of thuis gebruiken dit soort inkt. Het water wordt gebruikt als transporteur van de kleurstof. Na het printen moet dit water verdampen waardoor dit soort afdrukken een zekere droogtijd hebben.
- Inkten gebaseerd op oplosmiddelen (solventen). Alle solvent-inkten zijn schadelijk en hebben meestal een (sterke) geur. Er bestaan inkten met vrij lichte tot zeer zware solventen. Hoewel er geen strikte overgangen zijn kun je ze in categorieën indelen:
  - Eco-Solvent (ook wel light-solvent genoemd). Voordelen van dit soort inkten tegenover de waterinkten is dat ze veel sneller drogen en dat ze in kleinere poriën van een materiaal dringen zodat er een betere hechting is van de inkt waardoor men ook meerdere soorten materialen kan printen. De afdrukken zijn ook watervast.
  - Ware-Solventen gaan een chemische verbinding maken met het materiaal waardoor men zeer duurzame afdrukken krijgt. Het kan echter wel gebeuren dat de chemische verbinding het materiaal in die mate aantast dat het niet meer bruikbaar is. Dit soort inkten wordt enkel door grote industriële machines gebruikt waarbij de schadelijke gassen afgezogen en gefilterd worden.
  - Milde Solventen liggen er ergens tussenin. Milde solventen maken wel een chemische verbinding maar zouden enkele schadelijke organische componenten niet bevatten.
- UV-inkten harden uit na blootstelling van UV-licht. Het resultaat is een duurzame maar stijve printlaag. Deze inkten worden dus vooral gebruikt op vlakke voorwerpen die bedrukt worden op vlakbedprinters waar extra UV-lampen zijn op aangebracht.

## Combinatieprinters
Veel moderne desktopapparaten ("all-in-ones") bevatten een combinatie van inkjetprinter en scanner. Met deze apparaten kan men zowel kopiëren, computerbestanden printen als tekst en/of afbeeldingen scannen richting computer.

## Aansluitingen
Aanvankelijk werden de inkjetprinters via een seriële of parallelle kabel als randapparatuur aan de computer gekoppeld. Na ontwikkeling van nieuwere protocollen worden sinds de jaren 2000-2009 vooral USB-aansluitingen en (al dan niet draadloze) netwerkaansluitingen toegepast.